# Саберо
Саберо (ісп. Sabero) — муніципалітет в Іспанії, у складі автономної спільноти Кастилія-і-Леон, у провінції Леон. Населення — 1406 осіб (2010).
Муніципалітет розташований на відстані близько 290 км на північний захід від Мадрида, 42 км на північний схід від Леона.
На території муніципалітету розташовані такі населені пункти: (дані про населення за 2010 рік)
- Алехіко: 9 осіб
- Ольєрос-де-Саберо: 551 особа
- Саберо: 665 осіб
- Саелісес-де-Саберо: 118 осіб
- Сотільйос-де-Саберо: 63 особи

## Демографія
Динаміка населення (INE ):